# Berliner U-Bahn-Museum
Berliner U-Bahn-Museum (Muzeum berlínské U-Bahn) je muzeum zasvěcené berlínskému metru. Bylo otevřeno 13. září 1997 a spravuje ho Verein Arbeitsgemeinschaft Berliner U-Bahn. Po Moskvě a Budapešti je to třetí muzeum metra v Evropě. Muzeum je umístěno na stanici Olympia-Stadion. Muzeum každoročně pořádá čtyři až šest speciálních jízd s typy vlaků, které již nejsou v provozu.

## Dějiny
V roce 1983 se uvažovalo o demolici nepoužívaného stavědla, což se setkalo s odporem řad bývalých zaměstnanců BVG, takže k ní nedošlo.
Spolek shromáždil objekty, zpočátku muzeum navštěvovalo jen několik zájemců, ale zájem veřejnosti rok od roku rostl. Sté výročí berlínské U-Bahn v roce 2002 znamenalo pro muzeum průlom a od té doby zájem o historii berlínské městské dopravy přetrvává.

## Činnost spolku
Sdružení pečuje a udržuje dochovaná historická vozidla a provádí s nimi speciální jízdy. Sdružení má v současnosti více než 60 členů, část je bývalých zaměstnanců v důchodu, část stále aktivních zaměstnanců BVG, část místních nadšenců pro dopravu z jiných oblastí. Spolek existuje od února 1982, kdy vznikl původně jako pracovní skupina v rámci BVB (dopravní podnik v tehdejším východním Berlíně) a jako spolek byl zaregistrován v roce 1992. Jeho název pochází z dob BVB.